# Ostřice skloněná
Ostřice skloněná (Carex demissa, syn.: Carex tumidicarpa) je druh jednoděložné rostliny z čeledi šáchorovité (Cyperaceae). Druh je součástí složitého taxonomického komplexu Carex flava agg., kromě ostřice skloněné se v ČR vyskytuje ještě ostřice rusá (Carex flava s. str.), ostřice šupinoplodá (Carex lepidocarpa), ostřice pozdní (Carex viridula) a ostřice krkonošská (Carex derelicta).

## Popis
Jedná se o rostlinu dosahující výšky nejčastěji 10–40 cm. Je vytrvalá, trsnatá, často vystoupavá a vrcholem dolů skloněná, s krátkým oddenkem. Listy jsou střídavé, přisedlé, s listovými pochvami. Lodyha je asi stejně dlouhá jako listy, čepele jsou asi 2–5 mm široké, tmavozelené, ploché, kratší nebo stejně dlouhé jako lodyhy. Ostřice skloněná patří mezi různoklasé ostřice, nahoře jsou klásky samčí, dole samičí. Samčí vrcholový klásek je jen jeden, je krátce stopkatý (cca do 15 mm). Samičích klásků je nejčastěji 2–4, víceméně oddálené, dolní někdy až na bázi lodyhy, dolní asi 6–8 mm široký. Dolní listen je pochvatý a delší než květenství. Okvětí chybí. V samčích květech jsou zpravidla 3 tyčinky. Blizny jsou většinou 3. Plodem je mošnička, která je asi 2,5–4,3 mm dlouhá, žilnatá, žlutozelená. Na vrcholu je dvouklaný zobánek, asi 0,6–1,7 mm dlouhý, na mošničku nasedá přímo a není lomený (ohnutý dolů ani u spodních močniček). Každá mošnička je podepřená plevou, která je 2–3,1 mm dlouhá, často krátce osinkatá V ČR kvete nejčastěji v květnu až v červnu. Počet chromozómů: 2n=68–72.

## Rozšíření ve světě
Stanovení přesného rozšíření trochu komplikuje taxonomická problematika. Ostřice skloněná roste ve většině Evropy, chybí nebo je vzácná na jihu. Ve flóře Severní Ameriky je vedená jako (Carex viridula Michx. subsp. oedocarpa  (Anderson) B. Schmid), která je snad totožná a roste hlavně na východě Kanady a severovýchodě USA. Uvažuje se ale, že je nepůvodní, zavlečená časnými osadníky z Evropy a zdomácnělá.

## Rozšíření v Česku
V ČR roste roztroušeně od nížin do hor. Jejím biotopem jsou nejčastěji rašelinné louky a břehy vodních nádrží, často roste na mokřinách na narušených místech.